# Sloan (Iowa)

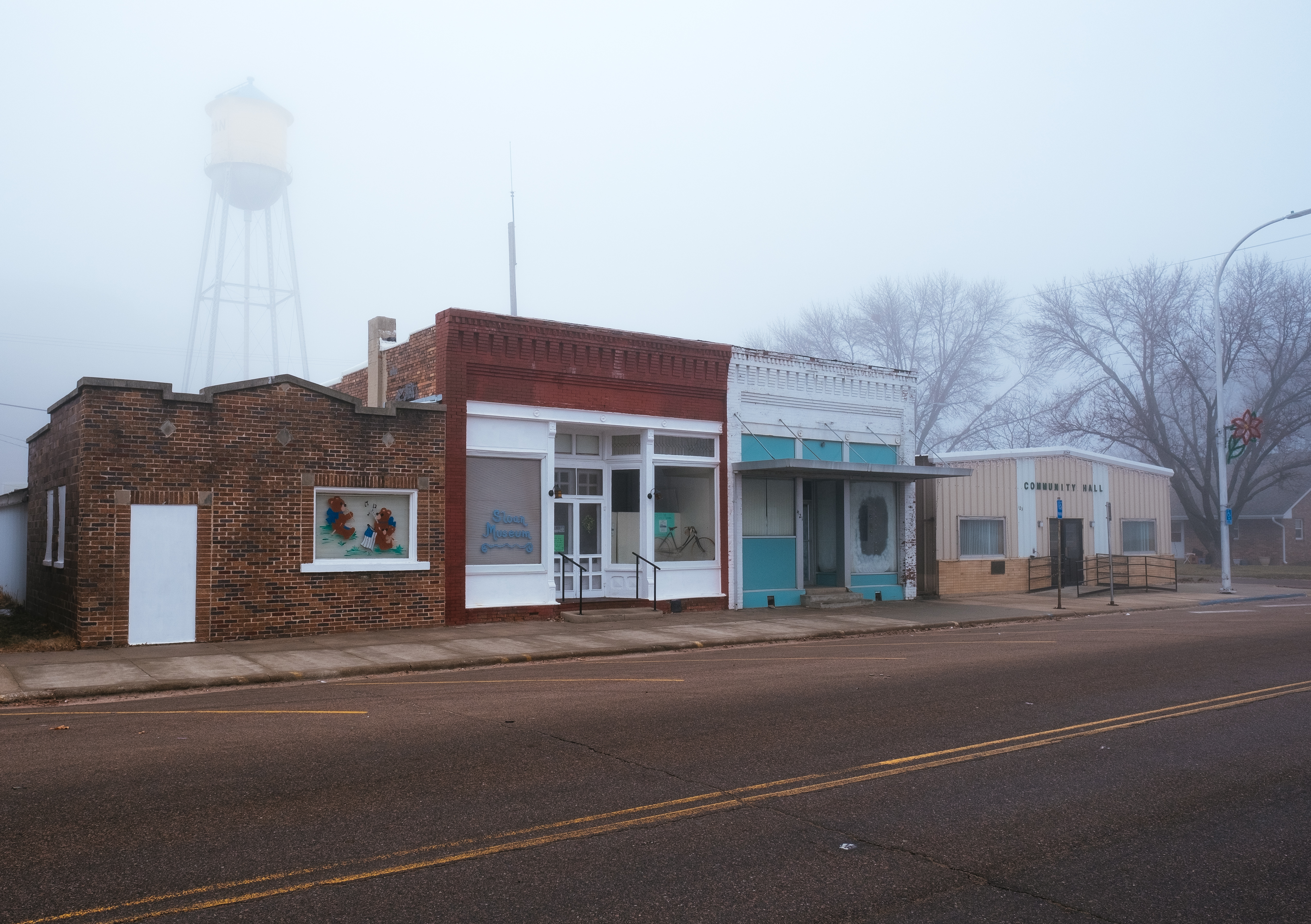
Evans Street mirando hacia el oeste

Sloan es una ciudad ubicada en el condado de Woodbury en el estado estadounidense de Iowa. En el Censo de 2010 tenía una población de 973 habitantes y una densidad poblacional de 608,88 personas por km².

## Geografía
Sloan se encuentra ubicada en las coordenadas 42°13′57″N 96°13′33″O / 42.23250, -96.22583. Según la Oficina del Censo de los Estados Unidos, Sloan tiene una superficie total de 1.6 km², de la cual 1.6 km² corresponden a tierra firme y (0%) 0 km² es agua.

## Demografía
Según el censo de 2010, había 973 personas residiendo en Sloan. La densidad de población era de 608,88 hab./km². De los 973 habitantes, Sloan estaba compuesto por el 96.92% blancos, el 0% eran afroamericanos, el 2.16% eran amerindios, el 0.1% eran asiáticos, el 0% eran isleños del Pacífico, el 0.51% eran de otras razas y el 0.31% pertenecían a dos o más razas. Del total de la población el 1.85% eran hispanos o latinos de cualquier raza.